# Irena (imię)
Irena (gr. εἰρήνη [eirene] – pokój) – imię żeńskie pochodzenia greckiego. Męską formą tego imienia jest Ireneusz.
Irena imieniny obchodzi:
- 22 stycznia, jako wspomnienie św. Ireny z Rzymu (†288?),
- 21 lutego, jako wspomnienie św. Ireny, dziewicy,
- 1 kwietnia, jako wspomnienie Ireny z Tesaloniki,
- 3 kwietnia, jako wspomnienie Ireny z Tesaloniki,
- 5 kwietnia, jako wspomnienie Ireny Akwilejskiej, męczennicy i Ireny z Tesaloniki,
- 5 maja, jako wspomnienie św. Ireny Macedońskiej z Tracji oraz św. Ireny (Penelopy),
- 9 sierpnia, jako wspomnienie św. Ireny, cesarzowej bizantyńskiej,
- 14 sierpnia, jako wspomnienie Ireny Węgierskiej,
- 18 września, jako wspomnienie św. Ireny (męczennicy wraz ze św. Zofią),
- 20 września,
- 20 października jako wspomnienie św. Ireny Portugalskiej (†653).

## Odpowiedniki w innych językach
- esperanto: Irena[1]
- rosyjski: Irina[2]

## Znane osoby noszące imię Irena
- Irena – cesarzowa bizantyńska
- Irena Dziedzic
- Irena Eris
- Irena Falska
- Irène Jacob
- Irena Jarocka
- Irène Joliot-Curie
- Irena Jurgielewiczowa
- Irena Karel
- Irena Kwiatkowska
- Irena Łuczyńska-Szymanowska
- Irina Nikułczina (ur. 1974) – była bułgarska biathlonistka, brązowa medalistka Igrzysk Olimpijskich w 2002
- Irini Papas
- Irina Priwałowa
- Irina Rodnina
- Irena Santor
- Irena Sendlerowa
- Irina Słucka
- Irena Szewińska
- Irena Sznebelin
- Irena Sztachelska